# Secties van Ammonius

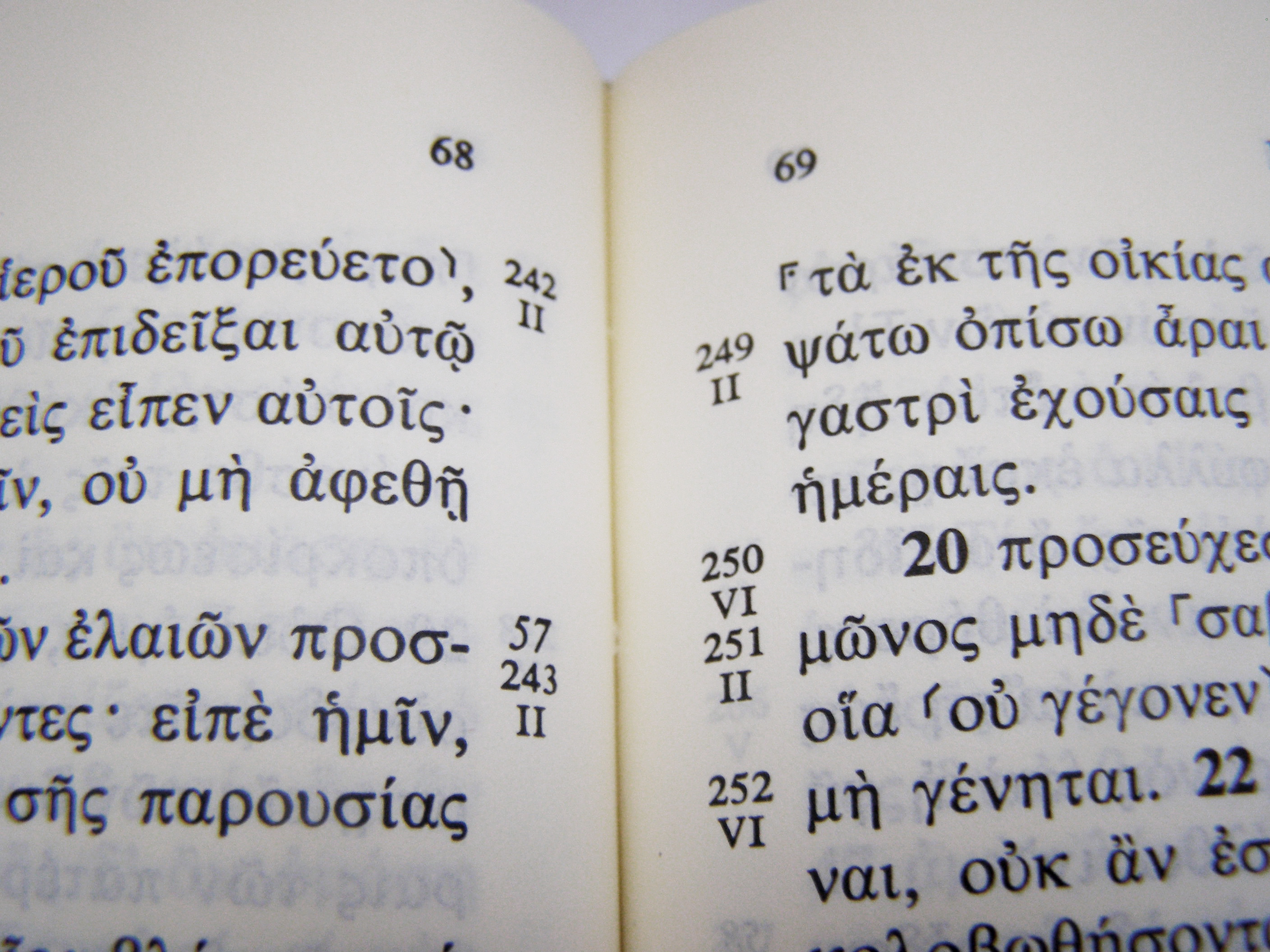
De sectienummers van Ammonius staan aangegeven in de marge van het Novum Testamentum Graece (editie 27). Eronder staat telkens, in Romeinse cijfers, het nummer van een van de tien canons van Eusebius.

De Secties van Ammonius is de traditionele benaming voor een indeling van de vier evangeliën in secties of perikopen. Deze sectienummers komen voor in de marges van de meeste Griekse en Latijnse bijbelhandschriften.
Deze indeling heeft niets te maken met de indeling in hoofdstukken en in verzen zoals we die nu kennen. Die stamt uit latere tijd: de hoofdstukken werden pas in de 13e eeuw ingedeeld, en de verzen in de 16e eeuw.
Tot het einde van de 19e eeuw werd deze indeling toegeschreven aan Ammonius van Alexandrië. Sindsdien gaat men ervan uit dat het werk van Ammonius er eigenlijk in bestond dat hij - naast de evangelietekst van Matteüs, die hij als basis nam - de parallelle perikopen van de andere evangeliën of de nummers ervan noteerde.
De indeling in secties wordt sindsdien toegeschreven aan Eusebius Pamphili uit Caesarea. Vertrekkend vanuit Ammonius’ werk ontwikkelde hij zijn systeem om de nummers van de secties die parallelle teksten bevatten in tabellen bij elkaar te zetten, (de zogeheten Canons van Eusebius), zodat deze gemakkelijk kunnen worden opgezocht, maar zodat tegelijkertijd ook de evangeliën in de gewone tekstvolgorde kunnen worden geschreven. Hoewel de zogenaamde secties van Ammonius in hun huidige vorm een bewerking door Eusebius zijn, wordt de naam "secties van Ammonius" nog steeds gebruikt om te verwijzen naar deze indeling in genummerde perikopen.
Het aantal secties in de handschriften kan lichtjes schommelen, maar het gebruikelijkste is dat er 1165 secties zijn, waarvan 355 in het evangelie van Matteüs, 235 in Marcus, 343 in Lucas, en 232 in Johannes.